# 合わせガラス

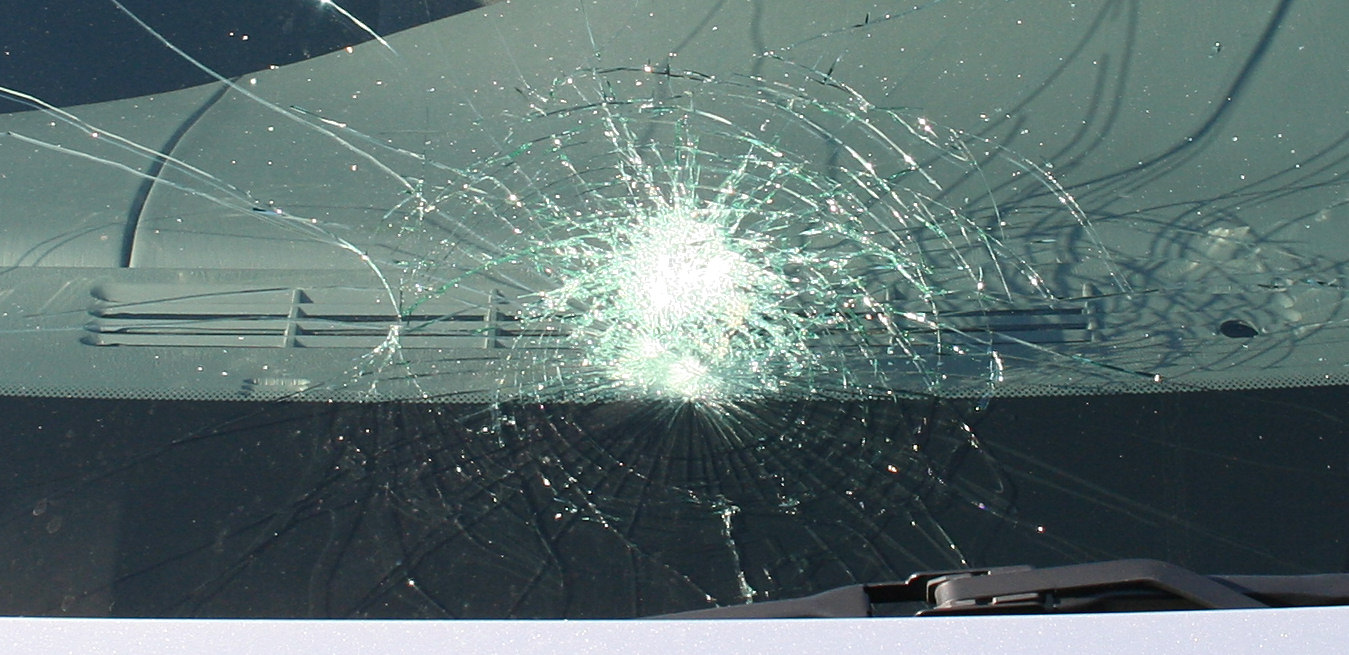
自動車のフロントウインドシールドにできた合わせガラスの蜘蛛の巣状のヒビ

合わせガラス（あわせガラス、英語: laminated glass）は、複数の板ガラスの間に樹脂などの中間膜を挟み、接着したガラスのこと。
高速道路での衝突事故や列車脱線事故など、窓枠が大きくゆがむほどの衝撃にも耐えられる対貫通性・耐衝撃性を持ち、また割れた際の飛散も起きにくいため、自動車のフロントウインドシールドや路線バスの前面行先表示器ガラス、鉄道車両の前面および側面ガラス、情報機器のモニター用ガラス、防犯ガラスとして用いられる。
また、中間膜の特性を変更することにより、紫外線・赤外線の吸収、防音、着色など、様々な付加機能を与えることも可能である。ただし、その性質上リサイクル（分別）し辛く、使用後は産業廃棄物として処理されることが多い。高高度を飛行するジェット旅客機のコックピットでは、合わせガラス式ウィンドシールドの中間層へ透明な電熱シートを加え加熱することで、低温でガラスが脆くなること（低温脆性）と外部表面の氷結を防いでいる。
緊急脱出ハンマーでは、合わせガラス製のフロントガラスやガラスの中央部は割りにくいため、車の横のサイドウィンドーの隅、もしくは列車などで説明されている指定部を叩くことが推奨される。

## 歴史
合わせガラスは、実験室での事故に着想を得たフランスの化学者エドワール・ベネディクトゥスによって1903年に発明された。ガラスフラスコはコロジオン（ニトロセルロース）で膜が出来ており、落とした時砕けはしたものの、ばらばらにはならなかった。ベネディクトゥスは自動車事故における怪我を減らすため、ガラスとプラスチックの複合材料を製造した。これは自動車製造業者にはすぐには採用されなかったが、合わせガラスは第一次世界大戦の間ガスマスクのアイピースに広く使用された。